# Cordeiros (kommun i Brasilien)
Cordeiros är en kommun i Brasilien.   Den ligger i delstaten Bahia, i den östra delen av landet, 700 km öster om huvudstaden Brasília. Antalet invånare är 8 169.
Omgivningarna runt Cordeiros är huvudsakligen savann. Runt Cordeiros är det glesbefolkat, med 12 invånare per kvadratkilometer.